# Смоленский театр кукол имени Д. Н. Светильникова
Смоленский областной детский театр кукол имени Дмитрия Николаевича Светильникова — областной детский театр, расположенный в центре города Смоленска.

## Описание
Театр кукол имени Д. Н. Светильникова размещается в стационарном здании, построенном в 1954 году по адресу: г. Смоленск, ул. Дзержинского, д. 15-а.
Директор заведения — Лаппа Владимир Борисович.
Главный режиссёр и художественный руководитель — Акинин Павел Валентинович.
Главный художник — Долгина Светлана Арсениевна.

## История
Кукольный театр создан в 1937 году в Смоленске режиссёром Д. Н. Светильниковым. Открытие театра ознаменовалось премьерным спектаклем «Наш цирк».
В 1938—1941 годах театр кукол работал при Смоленском театре имени Ленинского комсомола.
В сентябре 1944 года получил статус самостоятельного профессионального театра. Создан заново творческий коллектив, который возглавил режиссёр Н. Чернов.
В 1955 году смоленские кукольники поставили первый спектакль для взрослых — «Король-олень» по Карло Гоцци.
В период 1955—1971 годов театром руководил Д. Н. Светильников, впоследствии — А. Балабанов, Л. Нейлау, В. Золотарев, В. Чебоксаров, А. Цыганков. С 1984 года главным режиссёром (художественным руководителем) Смоленского областного театра кукол стал В. Савин.
В 2006 году театру присвоено имя его основателя Дмитрия Николаевича Светильникова. Таким образом театр получил современное название — Смоленский областной детский театр кукол имени Д. Н. Светильникова.
С начала 2012 оно подверглось не только капитальному ремонту, но и реконструкции, и в конце 2013 года, к 1150-летию Смоленска, в театре кукол имени Д. Н. Светильникова открыты для зрителей уже 2 зала.

## Репертуар
В действующем (вторая пол. 1990-2000-е годы) репертуаре Смоленского областного театра кукол имени Д. Н. Светильникова постановки по литературным сказкам, как классическим, так и современным (см. перечень, в скобках авторы, через запятую год премьерного показа):
- «Поросёнок Чок» (Туровер М., Мирсаков Я.), ноябрь 1995 года;
- «Машенька и медведь» (Ландау Г.), март 1996 года;
- «Бука» («Весёлые игры») (Супонин М.), апрель 1997 года;
- «Сказка о черепашке» («Черепашка») (Оралова Н.), октябрь 1997 года;
- «Золушка» (Ш. Перро), март 1998 года;
- «Три поросёнка» (Михалков С.), май 1998;
- «Гусёнок» (Гернет Н., Гуревич Т.), май 1999 года;
- «Кошкин дом» (Маршак С.), декабрь 1999 года;
- «Две царицы» (Синакевич В.), февраль 2001 года;
- «Тук-тук, кто там?» (Бартенев М.), сентябрь 2001 года;
- «Лисёнок-плут» (Павловскис В.), май 2002;
- «Жираф и носорог» (Гюнтер Х.), декабрь 2002 года;
- «Приключения новогоднего бубенчика» (Зыкова Е.), декабрь 2002 года;
- «С Новым годом, обезьяна» (Зыкова Е.), декабрь 2003 года.